# 高橋尚子 (音楽家)
高橋 尚子（たかはし なおこ）は、日本のチェンバロ奏者。
新潟県出身。東京音楽大学ピアノ科卒業後、ドイツに渡って、ベルリン芸術大学奨学生となり、同大学チェンバロ科を審査員全員一致の最優秀賞で卒業する。卒業後も、同大学マイスター生を経てドイツ政府のマイスター資格を取得すると共に、ベルリン芸術大学助手・ベルリン音楽学校講師として学生の指導を行いながら、ドイツ各地で演奏活動を行う。日本人でありながら、古典音楽とりわけバッハの解釈と高い技術はドイツでも高く評価されていた。
一時帰国の際に、演奏会用のチェンバロを捜している過程で、当時まだほとんど無名であった製作家の高橋辰郎の楽器と出会い、その完成度に驚嘆して製作家本人を工房に訪ねたことがきっかけで、後に辰郎と結婚する。
2人は共に舟江斎と呼ばれるサロンを主催し、ここを拠点に年数回のバロック音楽のコンサートを行うとともに、チェンバロやクラヴィコード演奏家の指導を行っている。舟江斎とは、工房の所在地である江戸川区船堀から一文字ずつをとったもので（斎は「部屋」を意味する）、チェンバロの演奏に最適な空間を追求して設計・建築されたという点で、非常にユニークな小ホールとなっている。
2001年、高橋辰郎製作の16世紀後期スタイルのイタリアン・チェンバロに、RCAのマイク、UREI1178のアンプ、管球式レコーダーSTUDER C37などのヴィンテージ名器を用いた録音「17世紀イタリアの鍵盤音楽 フレスコバルディがふりむいた」を発表。当時、フレスコバルディの作品が日本であまり紹介されていなかったこともあり、多数の音楽誌から非常に高い評価を受けるが、現在は廃盤状態になっている。